# Ислямски фундаментализъм
С понятието ислямски фундаментализъм, чийто синоним е радикален ислям, се описва всяко религиозно-политическо движение в поддръжка на строгото съблюдаване на Корана и ислямския закон шериат при уреждане на общественото устройство и в личния живот. Трябва да се посочи, че не съществува единно разбиране за съдържанието на понятието. Различни дефиниции за понятието ислямски фундаментализъм са:
1. Съблюдаване на ijtihād (на арабски: اجتهاد), правно понятие.
2. Буквално възприемане на свещените писания.
3. Централно място на правото. Според Греъм Фулър, американски експерт по ислямски екстремизъм, ислямският фундаментализъм не е отделен от ислямизма, а съставна част, „най-консервативният елемент сред ислямистите“.
4. Политически ислямизъм.

|  | Тази страница частично или изцяло представлява превод на страницата Islamic fundamentalism в Уикипедия на английски. Оригиналният текст, както и този превод, са защитени от Лиценза „Криейтив Комънс – Признание – Споделяне на споделеното“, а за съдържание, създадено преди юни 2009 година – от Лиценза за свободна документация на ГНУ. Прегледайте историята на редакциите на оригиналната страница, както и на преводната страница, за да видите списъка на съавторите. ВАЖНО: Този шаблон се отнася единствено до авторските права върху съдържанието на статията. Добавянето му не отменя изискването да се посочват конкретни източници на твърденията, които да бъдат благонадеждни. |